# Joseph Smitz
Joseph Smitz (3 juli 1939 - september 2000) was een Belgisch senator.

## Levensloop
Smitz was beroepshalve onderwijzer.
Hij werd politiek actief voor de PS en was voor deze partij gemeenteraadslid en schepen van Esneux.
Van 1985 tot 1987 zetelde Smitz eveneens in de Belgische Senaat als provinciaal senator voor de provincie Luik.

## Bron
- Laureys, V., Van den Wijngaert, M., De geschiedenis van de Belgische Senaat 1831-1995, Lannoo, 1999.